# Björntjärnen (Sorsele socken, Lappland)
Björntjärnen är en sjö i Sorsele kommun i Lappland och ingår i Umeälvens huvudavrinningsområde. Björntjärnen ligger i Vindelälven Natura 2000-område.